# Тараненко, Лилия Ивановна
Тараненко, Лилия Ивановна (1923 - 2012)- Выдающийся советский, украинский ученый, селекционер, агроном, старший научный сотрудник Бахмутской (ранее-Артёмовской) опытной станции питомниководства Института садоводчества Украинской академии аграрных наук (УААН), заслуженный агроном Украины.

## Биография
Лилия Ивановна Тараненко родилась 23 февраля 1923 года в селе Гуляйполе Катеринопольского района Черкасской области (тогда Киевская область) на Украине. В возрасте двух лет, после развода родителей, вместе с матерью переехала в Саратов, РСФСР, к родителям матери.
В 1940 году окончила среднюю школу и поступила в Саратовский сельскохозяйственный институт, который окончила в 1945 году. С 1945 по 1947 год работала лаборантом на кафедре селекции этого же института, одновременно являясь аспирантом с 1945 по 1949 годы.
В 1949 году Лилия Тараненко переехала на Украину и в декабре того же года начала работу старшим научным сотрудником Донецкого опорного пункта садоводства (ныне Бахмутская (Артемовская) опытная станция питомниководства Института садоводства УААН), где проработала 62 года.
Тараненко является автором 21 сорта плодовых культур, из которых 19 районированы на Украине, а 6 — в России. Её работы получили признание как на Украине, так и за её пределами, включая «Золотую медаль» на Эрфуртской международной сельскохозяйственной ярмарке. Лилия Ивановна опубликовала более 100 научных статей, а также разработала «Методику ускоренной селекции плодовых культур»
15 июня 2012 года, Лилия Ивановна Тараненко скончалась на 90-м году жизни.

## Сорта селекции Тараненко Л.И.
- Черешня: Ранняя розовинка, Джерело, Валерия, Ярославна, Прощальная, Леся, Донецкая красавица, Василиса, Дончанка, Аннушка, Аэлита, Этика, Катюша, Донецкий уголек, Сестрёнка, Амазонка, Студентка ;
- Вишня: Чудо-вишня, Шпанка донецкая, Ночка, Донецкий великан, Ксения, Искушение, Славянка
- Слива: Синичка, Ренклод ранний, Ренклод Карбышева, Венгерка донецкая ранняя, Донецкая консервная;
- Терн: Тёрн донецкий крупный;
- Алыча: Сверхранняя, Чернушка, Дончанка ранняя, Машенька, Генерал, Татьяна, Сливовидная, Бархатная, Гармония, Найдёныш, Лимонная, Солнечный зайчик;
- Абрикос: Сын Табарзы, Заморозкоустойчивый, Донецкий сладкоядерный;
- Персик: Донецкий жёлтый, Сеянец Старка;
- Айва: Донецкая грушевидная;
- Яблоня: Кальвиль донецкий;